# Генке-Меллер Ніна Генріхівна
Нíна Генріхівна Ге́нке, у шлюбі Генке-Меллер, 19 квітня 1893, Москва — 25 серпня 1954, Київ) — українська радянська художниця-супрематистка, декораторка, дизайнерка-монументалістка, книжкова графікеса та сценографка. Членкиня групи художників-супрематистів Казиміра Малевича «Супремус».

## Біографія
Народилася 19 квітня 1893 року в Москві. Батько Генріх Генке був родом із Нідерландів, мати Надія Тиханова — росіянка. З 1914 року Ніна навчалася в художній студії Олександри Екстер у Києві.
1915 року разом із іншими діячами авангарду була активною учасницею творчих експедицій Казимира Малевича по селах та містах України, зокрема в Косові та Чернівцях. Була завідувачкою та головною художницею кустарного пункту села Вербівка, де співпрацювали відомі художники-супрематисти Казимир Малевич, Наталія Давидова, Олександра Екстер, Надія Удальцова, Любов Попова, Іван Пуні, Ольга Розанова, Євгенія Прибильська, Іван Клюн та інші.
У листопаді 1915 року разом із Наталією Давидовою та Олександрою Екстер організувала «Виставку сучасного декоративного мистецтва півдня Росії» у московській «Галереї Лемерсьє», де представили працю селянок, що вивчали декоративне мистецтво у школах Вербівки і Скопців, а також килими, подушки, шалики та пояски, виготовлені за ескізами художників-супрематистів.
1916 року разом із Олександрою Екстер взяла участь у оформленні спектаклю камерного театру «Фаміра Кіфаред».
У 20-их роках була головною художницею пан-футуристичного видовництва «Гольфстрим» під керівництвом поета футуриста Михайла Семенко. Виконала обкладинку до «Жовтневого збірника панфутуристів» (1923) — одного з найрідкісніших футуристських видань.
1919 року — членкиня Колегії мистецтв і завідуюча секції прикладного мистецтва Губнаросвіти.
У 1920–24 роках викладала у Всеукраїнській державній центростудії; одночасно у 1922–24 рр — керівниця, головна художниця майстерні розписів на дереві «Сестри Генке».
У 1920–30 роках — дизайнерка інтер'єрів офіційних установ, виставок у Харкові. У 1940– 50-х рр. розробляла проєкти декоративного оздоблення архітектурних споруд, ескізи декоративних тканин, костюмів, панно для Московського камерного театру. Працювала у мастерні художника-модельєра Н. П. Ламанової.
Брала участь у виставках: десяті роки ХХ ст. — Москва, Петроград, Берлін, Париж. Двадцяті роки: Київ, Москва, Кельн.
В останні роки супрематичні твори Ніни Генке експонувалися на виставках митців авангарду в Загребi, Мюнхені, Тулузі, Києві.
Дружина Вадима Меллера, бабуся україно-американської художниці Ніни Вєтрової-Робінсон.
Ніна Генке-Меллер була похована на Байковому кладовищі у Києві.